# Brandballong

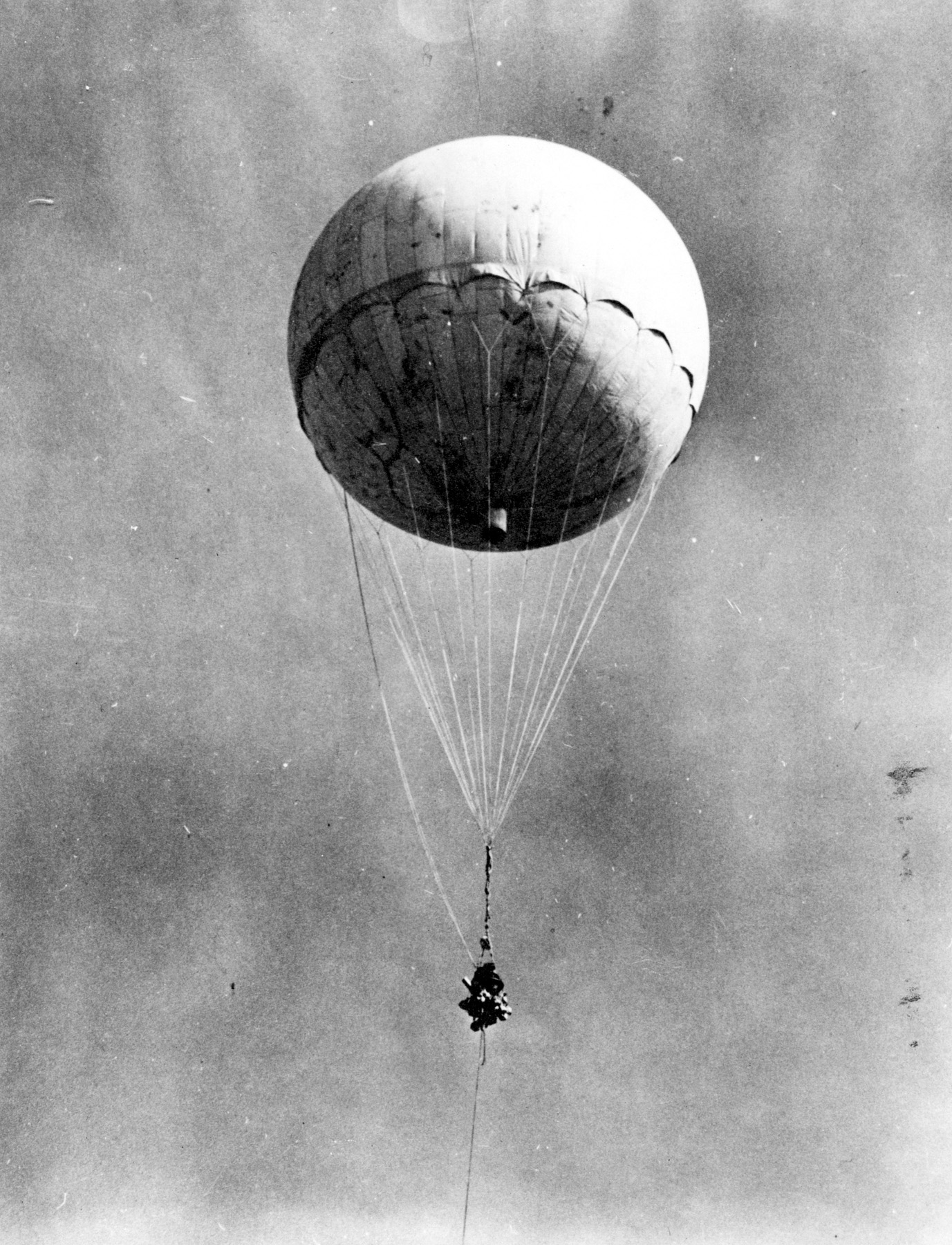
Brandballong.

Brandballong var ett anfallsvapen utvecklat av japanerna under andra världskriget för att vålla brandskador i USA.
De obemannade brandballongerna medförde i sin gondol en brandsats och en tändanordning med fosfor, som vid nedslaget antändes. Ballongerna var beroende av gynnsamma passadvindar för att föras till USA, och nådde inte förväntat resultat. Plattformar för avsändning av brandballonger och vätgasverk påträffades efter Japans kapitulation på Hokkaido.